# Небојша Дугалић
Небојша Дугалић (Краљево, 17. мај 1970) српски је глумац, редитељ и професор глуме.

## Биографија
У Краљеву, где је завршио основну и средњу школу. Дипломирао је на Факултету драмских уметности у Београду 1994. године у класи проф. др Владимира Јевтовића. Са њим у класи студирали су Тамара Вучковић, Драгана Ђукић, Олга Замуровић, Ивана Михић, Ивана Милашиновић, Драган Мићановић, Жељко Митровић, Јасмина Стајковић, Мирсад Тука, Дубравка Мијатовић, Горан Шушљик и Уликс Фехмиу.
Играо је на сценама Народног позоришта, Позоришта на Теразијама, Београдског драмског позоришта, Југословенског драмског позоришта, Атељеа 212, Звездара театра, Битеф театра, Мадленијанума, Краљевачког позоришта и др.
Од 2001. до 2016. године био је професор глуме на Академији уметности у Београду, а 2017. постао је редовни професор на Факултету савремених уметности.
Остварио је више улога у телевизијским драмама, на радију, филму и телевизији, за које је награђен многобројним наградама и признањима. Члан је Удружења драмских уметника Србије.
Ожењен је глумицом Драганом Дугалић (1971) са којом има петоро деце.

## Позориште
Остварио је низ позоришних улога, за које је добио следеће награде и признања:
- улоге Чезареа, у „Маски“ Милоша Црњанског - Годишња награда Народног позоришта;
- Грумиа, „Укроћена горопад“ Вилијама Шекспира - награда „Ошишани јеж“ за најбољег младог глумца на фестивалу Дани комедије у Јагодини;
- кнеза Мишкина, у „Идиоту“ Фјодора Достојевског, у режији Стеве Жигона - награда „Стојан Дечермић“ - за најбољег младог глумца;
- Сигисмунда, „Живот је сан“ Педра Калдерона де ла Барке - награда „Миливоје Живановић“ на глумачким свечаностима у Пожаревцу и Годишња награда Народног позоришта;
- Петра, „Говорна мана“ Горана Марковића - Стеријина награда, награда „Љубиша Јовановић“ у Шапцу и награда критике за најбоље глумачко остварење у сезони 1998-1999;
- Карађоза, „Проклета авлија“ Иве Андрића - Стеријина награда,[6] „Награда Зоран Радмиловић“, награда Новосадског отвореног универзитета, награда публике Стеријиног позорја, повеља „Миливоје Живановић“ и др.

Играо је у једној од најбољих позоришних остварења у Србији протекле деценије, у представи „Златно руно“ Борислава Пекића у режији Небојше Брадића, у коме поред њега наступају Небојша Глоговац и Војин Ћетковић.
Бави се и режијом. Режирао је следеће представе:
- Вишњик, Антон Павловић Чехов[7]
- Осврни се у гневу, Џон Озборн
- Сироти мали хрчки, Гордан Михић
- Полицајци, Славомир Мрожек
- Слушкиње, Жан Жене
- Омерпаша Латас, Иво Андрић
- Путујуће позориште Шопаловић, Љубомир Симовић
- Павиљон број 6, Антон Павловић Чехов
- Стари дани, Борисав Станковић
- Женски разговори, Душко Радовић[8]

## Награде
На међународном фестивалу „Златни витез“ у Москви 2006. године добио је Златног витеза за глуму у представи „Златно руно“ Борислава Пекића.
Златног витеза је добио и 2012. године за монодраму „Реч је о свечовеку“.
Добитник је још два Златна витеза, укупно четири и два Сребрна витеза, четири „Зоранова брка“, три Стеријине награде, „Награде Зоран Радмиловић“, „Награде Милош Жутић“ коју додељује Удружење драмских уметника Србије за сезону 2013-2014, награда Народног позоришта за најбоље индивидуално премијерно уметничко остварење за сезону 2013-2014, годишња награда Југословенског драмског позоришта за изузетан допринос високим стандардима пословања те куће, награда града Београда за позоришно стваралаштво за 2013. годину. Крајем јуна 2019, Дугалићу је уручено признање „Витез Србије“.

## Улоге

### Филмографија
| Год.       | Назив                                 | Улога                                                                              |
| ---------- | ------------------------------------- | ---------------------------------------------------------------------------------- |
| 1990-е     |                                       |                                                                                    |
| 1992.      | Шангарепо, ти не растеш лепо          |                                                                                    |
| 1992.      | Театар у Срба                         |                                                                                    |
| 1992.      | Тито и ја                             | Милиционер 1                                                                       |
| 1993.      | Броз и ја                             | Милиционер 1                                                                       |
| 1994.      | Вуковар, једна прича                  | Војник Далматинац                                                                  |
| 1995.      | Крај династије Обреновић              | Антоније Антић                                                                     |
| 1997.      | Горе доле                             | Нешкин љубавник                                                                    |
| 1997.      | Враћање                               | Никола Патић                                                                       |
| 1998.      | Недовршена симфонија                  | Франц Варфел                                                                       |
| 1999.      | Пролеће у Лимасолу                    | Петар Теодоровић                                                                   |
| 2000-е     |                                       |                                                                                    |
| 2002.      | Нетакнути сунцем                      | Јован                                                                              |
| 2004.      | Трагом Карађорђа                      | Гаја Пантелић                                                                      |
| 2004.      | Смешне и друге приче                  |                                                                                    |
| 2007.      | Пешчаник                              | Андреас Сам                                                                        |
| 2008.      | Звер на месецу                        | Арам Томасијан                                                                     |
| 2007—2008. | Заборављени умови Србије              | Владимир Дворниковић / Милан Влајинац / Никола / Асистент / Јован Бошковић / Сељак |
| 2009.      | Беса                                  | Филип                                                                              |
| 2010-е     |                                       |                                                                                    |
| 2002—2015. | Вршачка позоришна јесен               |                                                                                    |
| 2010.      | Грех њене мајке                       | Добривоје                                                                          |
| 2010.      | Приђи ближе                           | Професор Марко Арсић                                                               |
| 2011.      | Мирис кише на балкану                 | Доктор Барух                                                                       |
| 2013.      | Шешир професора Косте Вујића (серија) | Јован Јовановић Змај                                                               |
| 2013.      | Врата Србије: Мојсињска Света гора    | Монах Исаија                                                                       |
| 2014—2015. | Јагодићи: Опроштајни валцер           | Мирољуб                                                                            |
| 2015.      | Бићемо прваци света                   | Владимир Дедијер                                                                   |
| 2016.      | Име: Добрица, презиме: непознато      | наратор                                                                            |
| 2016.      | Вере и завере                         | Алберт Султајс                                                                     |
| 2016.      | Santa Maria della Salute              | Симо Матавуљ                                                                       |
| 2017.      | Santa Maria della Salute (серија)     | Симо Матавуљ                                                                       |
| 2017—2019. | Сенке над Балканом                    | армијски генерал Петар Живковић                                                    |
| 2018.      | Корени                                | Никола Пашић                                                                       |
| 2018.      | Јутро ће променити све                | Душан                                                                              |
| 2018—2021. | Жигосани у рекету                     | Воја Тодоровић                                                                     |
| 2018—2019. | Беса (серија)                         | Премовић                                                                           |
| 2018—2019. | Народно позориште у 10 чинова         | Наратор                                                                            |
| 2019.      | Бела врана                            | Константин Сергејев                                                                |
| 2019.      | Пет                                   | Пиги                                                                               |
| 2019.      | Моја генерација                       |                                                                                    |
| 2019—2020. | Државни службеник                     | Милојевић                                                                          |
| 2020-е     |                                       |                                                                                    |
| 2021.      | Страхиња                              | таксиста                                                                           |
| 2021.      | Јованка Броз и тајне службе           | Јосип Броз Тито                                                                    |
| 2021.      | Време зла                             | Бора Луковић (Бора Пуб)                                                            |
| 2021.      | Бранилац                              | адвокат Слободан Суботић                                                           |
| 2021.      | У загрљају Црне Руке                  | митрополит Михаило                                                                 |
| 2022.      | У клинчу                              | Јаков Антонијевић                                                                  |
| 2022.      | Вера                                  | Боривоје Мирковић                                                                  |
| 2023.      | Вера (серија)                         | Боривоје Мирковић                                                                  |
| 2023.      | Јужни ветар: На граници               |                                                                                    |
| 2023.      | Калкански кругови                     | професор Теофил Петровић                                                           |
| 2023.      | Немирни (ТВ серија)                   | Славуј                                                                             |
| 2023.      | Tунел (ТВ серија)                     | адвокат Анђелковић                                                                 |
| 2023.      | Хероји Халијарда                      | Живко Топаловић                                                                    |
| 2023.      | Друг Марко                            | Александар Ранковић                                                                |
| 2023.      | Што се боре мисли моје                | Миливоје Блазнавац                                                                 |
| 2023.      | Ургентни центар (српска ТВ серија)    | Јанко Мештеровић                                                                   |
| 2024.      | Кожа (ТВ серија)                      | Владан                                                                             |
| 2024.      | Јорговани                             | Олег                                                                               |
| 2024.      | Руски конзул                          | Илија Југовић                                                                      |
| 2023.      | Ваздушни мост                         | Живко Топаловић                                                                    |
| 2024.      | Сеновити Медитеран                    | виши службеник                                                                     |
| 2024.      | Што се боре мисли моје (ТВ серија)    | Миливоје Петровић Блазнавац                                                        |
| 2024.      | Небеско                               | краљ Радослав                                                                      |
| 2024.      | Циклус                                |                                                                                    |
| 2025.      | Буди Бог с нама                       | Јосип Броз Тито                                                                    |
| 2025.      | Сумпор (серија)                       | Миливоје Петровић Блазнавац                                                        |

### Позоришне представе
| Представа                    | Улога                                  | Текст                      | Драматургија /адаптација/            | Режија                         | Позориште                       | Премијера           |
| ---------------------------- | -------------------------------------- | -------------------------- | ------------------------------------ | ------------------------------ | ------------------------------- | ------------------- |
| Обичан човек                 | Музика                                 | Бранислав Нушић            | Драган Марковић Варга                | Драган Марковић Варга          | Аматерско позориште Краљево     | 28. март 1986.      |
| Тајна веза                   | Својта свачија                         | Александар Поповић         | Александар Поповић                   | Радмила Војводић               | Београдско драмско позориште    | 18. јануар 1991.    |
| Балкон                       | Рањеник                                | Жан Жене                   | Душана Николић                       | Ивана Вујић                    | Београдско драмско позориште    | 18. април 1991.     |
| Мајка храброст               |                                        | Бертолт Брехт              |                                      |                                | Дом омладине Београда           | 1991/92.            |
| Очеви и оци                  | Џон                                    | Слободан Селенић           | Ненад Прокић Гордана Гонцић          | Зоран Ратковић                 | Атеље 212                       | 5. јун 1992.        |
| Кнегиња из Фоли Бержера      | Шафлар                                 | Жорж Фејдо                 | Љубомир Драшкић Душан Петровић       | Љубомир Драшкић Душан Петровић | Атеље 212                       | 1. август 1992.     |
| Седморица против тебе        |                                        | Есхил                      | Ирина Гилић Жировић                  | Никита Миливојевић             | Београдско драмско позориште    | 9. јануар 1993.     |
| Просјачка опера              | Џеки кука / Јаков кука, певач моритата | Бертолт Брехт              | Александра Јовићевић                 | Ивана Вујић                    | Битеф театар                    | 29. септембар 1993. |
| Маска                        | Ћезаре                                 | Милош Црњански             | Никита Миливојевић                   | Никита Миливојевић             | Народно позориште у Београду    | 1. новембар 1993.   |
| Укроћена горопад             | Грумио                                 | Вилијам Шекспир            | Владимир Јевтовић                    | Владимир Јевтовић              | Народно позориште у Београду    | 14. децембар 1993.  |
| Живот је сан                 | Сигизмунд                              | Педро Калдерон де ла Барка | Никита Миливојевић                   | Никита Миливојевић             | Народно позориште у Београду    | 8. новембар 1994.   |
| Идиот                        | Мишкин Лав Николајевич                 | Фјодор Достојевски         | Стево Жигон                          | Стево Жигон                    | Народно позориште у Београду    | 22. новембар 1995.  |
| Говорна мана                 | Петар                                  | Горан Марковић             | Ивана Димић                          | Милан Караџић                  | Народно позориште у Београду    | 26. децембар 1997.  |
| Нек иде живот                | Марко                                  | Ранко Божић                | Срђан Карановић                      | Срђан Карановић                | Звездара театар                 | 4. фебруар 1999.    |
| Владика Николај - Ослобођење | Избеглица, портпарол                   | Ненад Илић                 | Ивана Димић                          | Ненад Илић                     | Култ театар                     | 15. фебруар 1999.   |
| Проклета авлија              | Карађоз                                | Иво Андрић                 | Небојша Брадић                       | Небојша Брадић                 | Крушевачко позориште            | 30. септембар 1999. |
| Златно руно                  | Агатодемон / Симеон Њаго               | Борислав Пекић             | Небојша Брадић                       | Небојша Брадић                 |                                 | 1. децембар 2000.   |
| Звер на месецу               | Арам Томасијан                         | Ричард Калиноски           | Небојша Брадић                       | Небојша Брадић                 | Београдско драмско позориште    | 27. април 2002.     |
| Дуго путовање у ноћ          | Џеми                                   | Јуџин О’Нил                | Маја Драшковић                       | Боро Драшковић                 | Атеље 212                       | 15. мај 2005.       |
| Мала триологија смрти        | Путник                                 | Елфриде Јелинек            | Ивана Димић                          | Небојша Брадић                 | Београдско драмско позориште    | 25. август 2005.    |
| Лажа и паралажа              | Мита                                   | Јован Стерија Поповић      | Молина Удовички Славко Милановић     | Југ Радивојевић                | Народно позориште у Београду    | 25. март 2006.      |
| Бурлеска о Грку              | Ел Греко                               | Андреј Хинг                | Андреј Хинг                          | Ања Суша                       | Опера и театар Мадленијанум     | 9. март 2007.       |
| Тако је морало бити          | Ђорђе Ђорђевић                         | Бранислав Нушић            | Марина Миливојевић Мађарев           | Егон Савин                     | Југословенско драмско позориште | 6. јун 2007.        |
| Госпа од мора                | Странац                                | Хенрик Ибсен               | Стеван Бодрожа                       | Стеван Бодрожа                 | Битеф театар                    | 25. децембар 2008.  |
| Путујуће позориште Шопаловић | Дробац                                 | Љубомир Симовић            | Љубомир Симовић                      | Небојша Дугалић                | Краљевачко позориште            | 10. март 2009.      |
| Михољско љето                | Михаило Александрович Ракитин          | Иван Тургењев              | Егон Савин                           | Егон Савин                     | Опера и театар Мадленијанум     | 25. децембар 2010.  |
| Прича о Светом Сави          | Глас приповедача                       | Жељко Петровић             | Миодраг Динуловић                    | Миодраг Динуловић              | Крушевачко позориште            | 26. јануар 2011.    |
| Продуценти                   | Макс Бјалисток                         | Мел Брукс и Томас Михен    | Мел Брукс и Томас Михен              | Југ Радивојевић                | Позориште на Теразијама         | 7. октобар 2011.    |
| Зона Замфирова               | Хаџи Замфир                            | Стеван Сремац              | Стеван Сремац                        | Кокан Младеновић               | Позориште на Теразијама         | 9. новембар 2012.   |
| Дама с камелијама            | Жорж Дивал                             | Александар Дима Син        | Спасоје Ж. Миловановић Жељко Хубач   | Југ Радивојевић                | Народно позориште у Београду    | 1. октобар 2013.    |
| Миланковић                   | Миланковић                             | Василија Антонијевић       | Василија Антонијевић                 | Александар Николић             | Опера и театар Мадленијанум     | 23. новембар 2013.  |
| Издаја                       | Роберт                                 | Халорд Пинтер              | Халорд Пинтер                        | Горан Шушљик                   | Југословенско драмско позориште | 15. децембар 2013.  |
| Јадници                      | Жан Валжан                             | Виктор Иго                 | Небојша Брадић                       | Небојша Брадић                 | Опера и театар Мадленијанум     | 15. март 2014.      |
| Гозба                        | Јанко                                  | Филип Вујошевић            | Филип Вујошевић                      | Вељко Мићуновић                | Звездара театар                 | 16. новембар 2016.  |
| Ричард трећи                 | Краљ Едвард IV                         | Вилијам Шекспир            | Славко Милановић Слободан Обрадовић  | Снежана Тришић                 | Народно позориште у Београду    | 24. април 2017.     |
| Ожалошћена породица          | Прока Пурић                            | Бранислав Нушић            | Молина Удовички Фотез                | Јагош Марковић                 | Народно позориште у Београду    | 19. јануар 2018.    |
| Нечиста крв                  | Ефенди Мита                            | Борисав Станковић          | Маја Тодоровић Молина Удовички Фотез | Милан Нешковић                 | Народно позориште у Београду    | 12. април 2019.     |
| Ајнштајнова издаја           | Ајнштајн                               | Ерик-Емануел Шмит          | Ерик-Емануел Шмит                    | Андреа Ада Лазић               | Театар Вук                      | 29. фебруар 2020.   |